# كأس الزهرة
الكأس أو فصلة كاسية هو أحد أجزاء الزهرة. في علم النبات، الكأس هو وريقات متحورة في محيط فوق التخت مباشرة. تسمى الوريقات كأسيات (سبلات)، وهي تتميز بلونها الأخضر، ولكنها تشبه البتلات في بعض الفصائل.

## انظر أيضًا

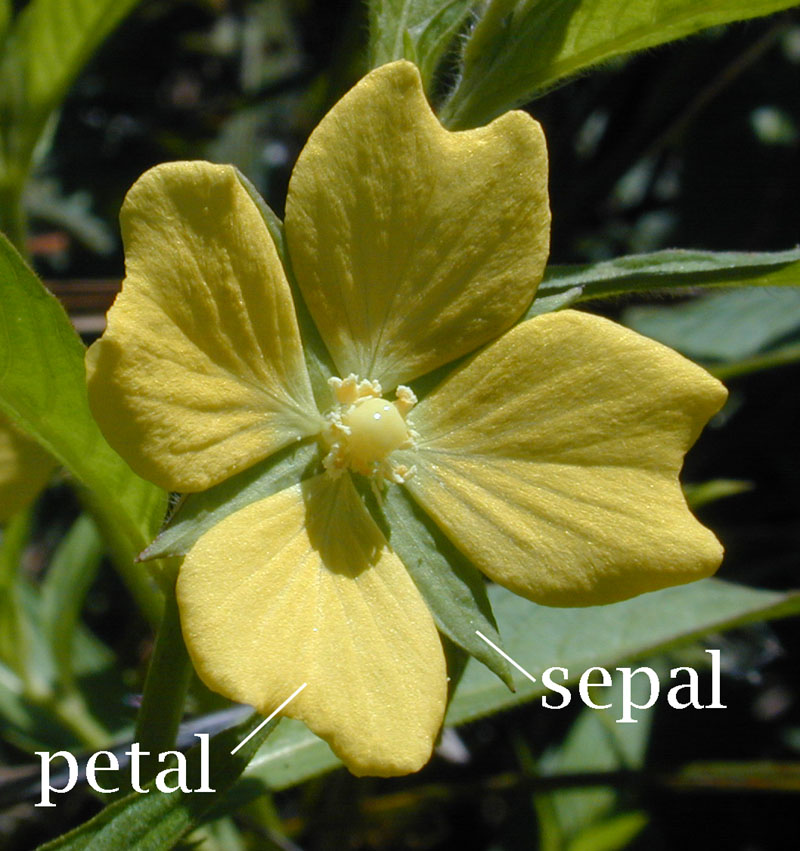
زهرة نبات زهرة الربيع تظهر الكأسيات (باللون الأخضر) والبتلات (باللون الأصفر)